# Consolata Boyle
Consolata Boyle é uma figurinista irlandesa. Dentre seus trabalhos mais conhecidos estão The Queen, The Iron Lady e Angela's Ashes.
Em 2007, ela foi indicada ao Oscar e ao BAFTA por sua realização em The Queen. Venceu o Irish Film and Television Awards em duas ocasiões: em 2000 e 2012.